# Borsele
'Borsele este o comună în provincia Zeelanda, Țările de Jos.

## Localități componente
Baarland, Borssele, Driewegen, Ellewoutsdijk, 's-Gravenpolder, 's-Heer Abtskerke, 's-Heerenhoek, Heinkenszand, Hoedekenskerke, Kwadendamme, Lewedorp, Nieuwdorp, Nisse, Oudelande, Ovezande.